# Pouteria latianthera
Pouteria latianthera är en tvåhjärtbladig växtart som beskrevs av Terence Dale Pennington. Pouteria latianthera ingår i släktet Pouteria och familjen Sapotaceae. IUCN kategoriserar arten globalt som starkt hotad. Inga underarter finns listade i Catalogue of Life.